# Vannes-le-Châtel
 Vannes-le-Châtel  es una población y comuna francesa, en la región de Lorena, departamento de Meurthe y Mosela, en el distrito de Toul y cantón de Colombey-les-Belles.

## Demografía
| 620 | 582 | 512 | 563 | 519 | 515 |
| Para los censos de 1962 a 1999 la población legal corresponde a la población sin duplicidades (Fuente: INSEE [Consultar]) |     |     |     |     |     |